# The Presidents of the United States of America
The Presidents of the USA (сокращённо называемая PUSA, The Presidents или Pot USA) — группа формата «power trio» из Сиэтла, штат Вашингтон, США, образованная в 1993 году Крисом Белью и Дэйвом Дедерером и работавшая на стыке жанров пост-гранж и поп-панк. Крис и Дэйв использовали модифицированные гитары с утяжелёнными струнами на манер группы Morphine; Крис использовал две басовые струны, Дэйв — три гитарные.
Одноимённый дебютный альбом группы получил трижды платиновый статус в Америке и две номинации на Грэмми.; а «Странный Эл» Янкович записал пародию на видеоклип «Lump». Второй альбом, II, был выпущен в 1996 году в день выборов Президента США; в том же году PUSA дали концерт у подножья горы Рашмор, а также выступили на фестивале Pinkpop.
В феврале 1998 года группа была распущена, так как Белью хотел уделять больше времени своей семье и расширить музыкальные навыки. В 2000 году, записав успешный сингл «Jupiter», по настоянию лейбла MUSICBLITZ Records «The Presidents» записывают альбом Freaked Out & Small (гость — Дафф Маккаган), однако выпускающий лейбл довольно быстро обанкротился.
В 2003 году коллектив возобновил деятельность и выпустил в 2004 году альбом Love Everybody на собственном лейбле; два сингла были выпущены через iTunes Store. Песня «Munky River» была выпущена макси-синглом, включавшим 12 версий этой песни, записанных в разной стилистике в период с 1991 по 2004 года. Коллектив выступил в Jimmy Kimmel Live!. В том же году гитарист и бэк-вокалист группы Дэйв Дедерер покинул коллектив, желая проводить больше времени с семьёй; впоследствии он периодически играл с «The Presidents» на концертах в Сиэтле. Его место занял Эндрю МакКиг. В 2005 году коллектив вернулся на фестиваль Pinkpop.
Альбом These Are the Good Times People вышел в марте 2008 года; режиссёром видеоклипа «Mixed Up S.O.B.» стал Странный Эл Янкович. В августе группа выступила на фестивале «Lowlands» в Голландии.
В марте 2011 года группа представила новую песню «Can’t Stop (Catchin' 'Em All)» для игр Pokémon Black и White. Запись с PUSAFEST-2011 вошла в концертный альбом Thanks for the Feedback 2014 года.
В 2016 году Белью объявил о роспуске «The Presidents of the USA».

## Дискография
Альбомы
| Год  | Название                                       | Лейбл                               | Другая информация |
| ---- | ---------------------------------------------- | ----------------------------------- | --- |
| 1995 | The Presidents of the United States of America | PopLlama Records / Columbia Records | Дебютный релиз. |
| 1996 | II                                             | Columbia Records                    | Второй студийный альбом.                                                                                              |
| 1997 | Rarities                                       | Sony Music Japan                    | Сборник редких треков, би-сайдов и концертных треков. Выпущен специально для Японии.                                  |
| 1998 | Pure Frosting                                  | Columbia Records                    | Сборник редких треков, би-сайдов и концертных треков. Австралийское издание имеет дополнительный диск Extra Frosting. |
| 2000 | Freaked Out and Small                          | MUSICBLITZ Records                  | Третий студийный альбом. Продано менее 25,000 копий по причине проблем с распространением.                            |
| 2004 | Love Everybody                                 | PUSA Music                          | Четвертый студийный альбом. Перевыпущен в 2005 году для Великобритании с добавлением бонус-треков.                    |
| 2008 | These Are The Good Times People                | Fugitive Recordings Tooth & Nail    | Пятый студийный альбом.                                                                                               |
| 2014 | Kudos to You!                                  | PUSA Inc. Burnside Records          | Шестой студийный альбом. Выпущен через платформу PledgeMusic                                                          |
| 2014 | Thanks For the Feedback                        | ЦД                                  | Первый концертный альбом; был доступен для скачивания всем, заказавшим студийный Kudos to You!.                       |

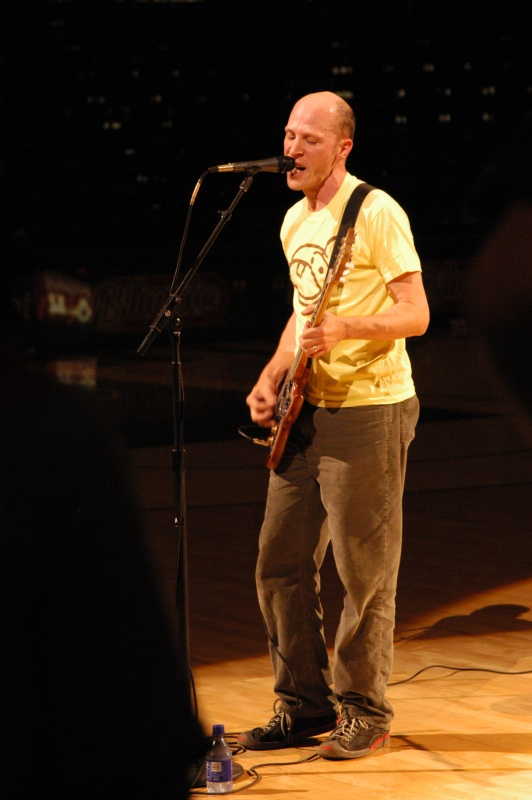
Chris Ballew
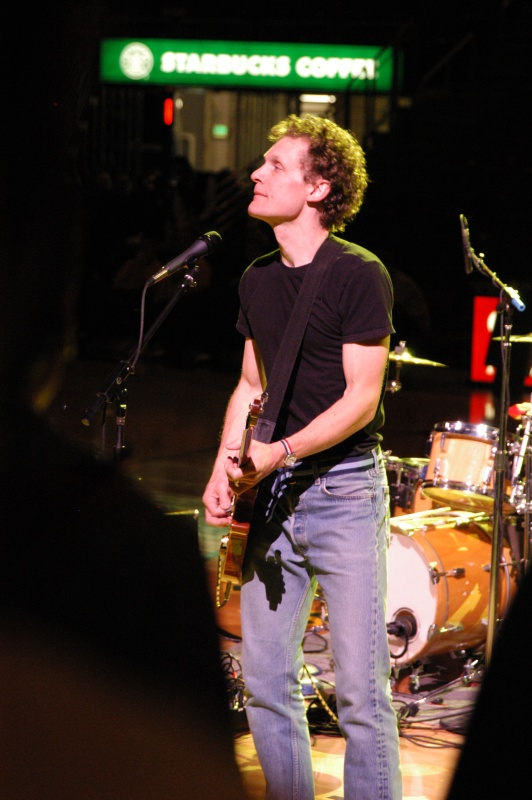
Dave Dederer
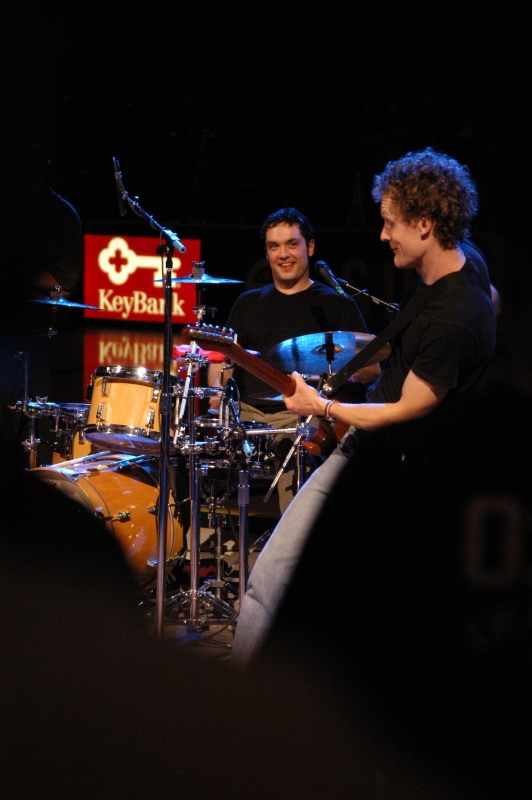
Jason Finn, Dave Dederer
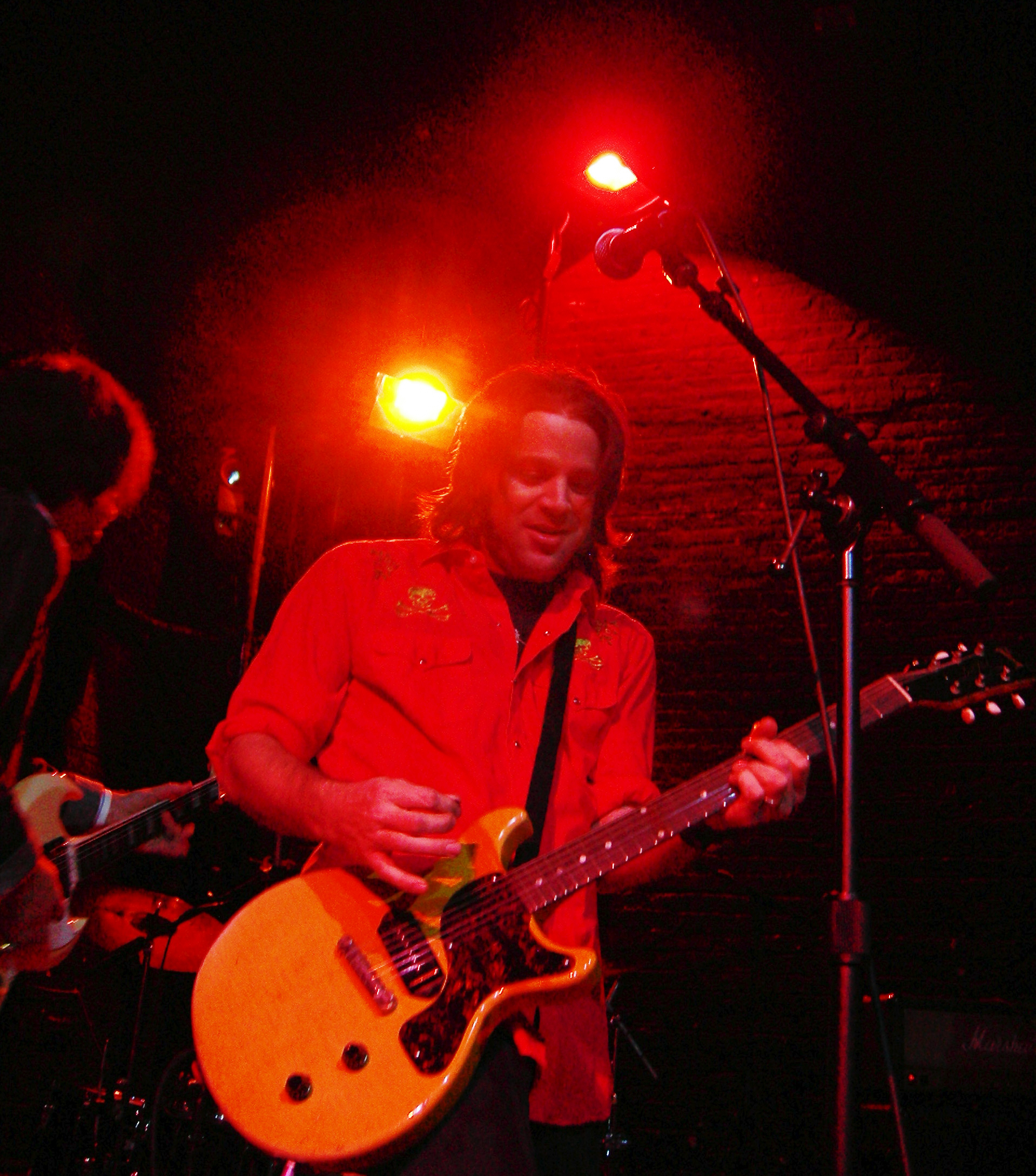
Andrew McKeag

## Дополнительные факты
- С 2002 года Крис Белью записывает альбомы детских песен и даёт концерты под именем Caspar Babypants. Источником вдохновения послужила его жена Кейт, занимающаяся коллажами[18].